# کوین اهلرز
کوین اهلرز (انگلیسی: Kevin Ehlers؛ زادهٔ ۲۳ ژانویهٔ ۲۰۰۱) بازیکن فوتبال اهل آلمان است.
از باشگاه‌هایی که در آن بازی کرده‌است می‌توان به باشگاه فوتبال دینامو درسدن اشاره کرد.
وی همچنین در تیم‌های ملی فوتبال جوانان آلمان، و جوانان آلمان، بازی کرده‌است.